# Transformers: The Headmasters
Transformers: The Headmasters (トランスフォーマー ザ★ヘッドマスターズ Toransufōmā: Za Heddomasutāzu?) es una serie de anime japonés que es parte de la saga de Transformers. Se emitió desde julio de 1987 hasta marzo de 1988, y su intervalo de tiempo de 17:00 a 17:30 se usó para transmitir Mashin Hero Wataru al final de su transmisión.

## Desarrollo
Inicialmente, Takara, los productores japoneses de la línea de juguetes Transformers, importó la serie americana de dibujos animados The Transformers de 1985 a 1986. Cuando la serie llegó a su fin con la miniserie de tres partes "The Rebirth" en 1987, Takara decidió continuar series en sí, declinando importar The Rebirth y en su lugar creando una serie spin-off de 35 episodios, Transformers: The Headmasters (se produjeron dos episodios de clips adicionales después del hecho para el lanzamiento directo al video). Sustituyendo la posición de The Rebirth en la continuidad japonesa, The Headmasters ocurrió un año después de The Return of Optimus Prime, introduciendo los personajes del título en el universo Transformers de una manera diferente. Mientras que en la ficción occidental, los Headmasters son el resultado de la fusión de un Transformador con un ser alienígena orgánico del planeta Nebulos, los Headmasters de la serie japonesa son un grupo de pequeños Cybertronianos que abandonaron el planeta hace millones de años y aterrizaron en el planeta inhóspito Maestro. Para sobrevivir a su clima hostil, unos pocos Cybertronianos selectos construyeron cuerpos más grandes llamados "Transtectores", a los que se conectaron como cabezas.

## Sinopsis
Seis años después de la batalla decisiva contra Unicron, cuando un grupo de Headmasters rebeldes liderados por Weirdwolf se unieron a los Decepticons de Galvatron en un ataque contra Cybertron, los Headmasters, liderados por Cerebros, regresan a su planeta de origen para ayudar en su defensa. La situación pronto empeora cuando se revela que Vector Sigma, la súper computadora en el corazón del planeta, se estaba desestabilizando, y Optimus Prime nuevamente sacrifica su vida para salvar a Cybertron. Sin embargo, esto pronto solo está retrasando lo inevitable, cuando un ataque con bomba instigado por Scorponok convierte a Cybertron en una cáscara quemada e inhóspita. Rodimus Prime sale a buscar un nuevo planeta para que vivan los Transformers, dejando a Cerebros al mando, operando desde el planeta Athenia. Mientras tanto, Scorponok reemplaza a Galvatron, que había desaparecido en la explosión, como líder de Decepticon, construyendo un Transtector personal para que pueda luchar contra la propia forma gigante de Cerebros, Fortress Maximus, y reduciéndose MegaZarak.
Aunque poblada principalmente con nuevos personajes, The Headmasters presentaba personajes de todas las temporadas anteriores, incluidas las nuevas versiones de Soundwave y Blaster, reconstruidas después de un duelo que las destruyó como Soundblaster y Twincast. El humano Daniel Witwicky y su joven amigo Autobot Wheelie también desempeñaron papeles importantes en la serie, sirviendo como personajes juveniles para que la audiencia se identifique. Se introdujeron más personajes nuevos cuando Galvatron volvió al liderazgo y los Decepticons se embarcaron en un viaje espacial, saqueando planetas en una cadena de historias que introdujeron los clones Horrorcons, Autobot y Decepticon. Más tarde, el Decepticon ninja de seis cambios Sixshot mata a Ultra Magnus, y los Autobot Headmasters logran destruir a Galvatron, dejando a Scorponok para convertirse en líder de los Decepticons nuevamente. Cuando los Decepticons luego regresan a Master, los refugiados del planeta quedan atrapados en un accidente de bomba de plasma que los fusiona a los brazos de varios Autobots y Decepticons, creando los Targetmasters, y en un movimiento final, Scorponok intenta la destrucción de la Tierra, solo para ser frustrado, gracias en parte a un traidor Sixshot.

## Personajes
Varios que a Samir no le gustan 

## Adaptaciones
No lanzado profesionalmente en los Estados Unidos hasta el 5 de julio de 2011, The Headmasters fue doblada al inglés en Hong Kong por la compañía de doblaje Omni Productions, para su transmisión en el canal de televisión de Malasia, RTM1, y más tarde la estación satelital de Singapur, StarTV, donde alcanzó mayor fama, lo que a menudo se conoce (aunque erróneamente) como el "StarTV dub (doblaje de StarTV)". Sin embargo, el doblaje es infame por su mala calidad, lleno de malas traducciones y nombres incorrectos (por ejemplo, Blaster se convierte en "Billy", Blurr se conoce como "Wally", Jazz es "Marshall", Hot Rod es "Rodimus" (pronunciado "Roadimus"), Matrix se convierte en "el Power Pack", Spike es "Sparkle", Soundblaster es "New Soundwave", Metroplex se llama "Philip", Cerebros es "Fortress" y Fortress Maximus se conoce como "Spaceship Bruce" ), así como diálogos forzados e incluso extraños, como "Te enviaré rápido al infierno" y "La fortaleza Maximus ha venido". Además, Wheelie no habla en rima (pero parece tener un ligero acento escocés), los Dinobots hablan normalmente (Grimlock no dice su famoso "Yo Grimlock" en absoluto), Raiden es conocido como Grimlock, y Blurr habla anormalmente lento (aunque esto al menos puede atribuirse a la dificultad de imitar el famoso estilo de hablar rápido de John Moschitta). Omni también apodó las películas de Godzilla de los años 1990 y 2000 y Riki-Oh: The Story of Ricky, que a menudo son ridiculizadas por doblaje extremadamente malo y, a veces, cursi. Este doblaje ha visto algunos lanzamientos en el Reino Unido, cuando se emitió en AnimeCentral desde el 13 de septiembre de 2007. En 2005, la serie completa con el audio original japonés con subtítulos y el doblaje en inglés se lanzaron en 4 discos en DVD en la Región 2. La serie completa fue lanzada en DVD en Norteamérica por Shout! Factory el 5 de julio de 2011, sin el doblaje en inglés. [cita requerida] En 2008, Madman Entertainment lanzó la serie en DVD en Australia en la Región 4, formato PAL.
Una novela basada en este anime titulada Transformeres: The Headmasters-Dream War Transformeres: The Headmasters-Dream War (トランスフォーマー ザ・ヘッドマスターズ 夢戦争 Toransufōmā: Za Heddomasutāzu - Yume Sensō?) fue escrito por Keisuke Fujikawa y lanzado el 25 de agosto de 1987.
Una adaptación de manga de ocho capítulos de este anime fue escrita por Masami Kaneda e ilustrada por Ban Magami como parte de la serie Fight! Super Robot Life Form Transformers: The Comics (戦え！超ロボット生命体トランスフォーマー ザ☆コミックス Tatakae! Chō Robotto Seimeitai Toransufōmā: Za Komikkusu?).

## Canciones
- Aperturas

1. ""The Headmasters" (ザ・ヘッドマスターズ Za Heddomasutāzu?)"
  - 3 de julio de 1987 - 25 de marzo de 1988
  - Letrista: Keisuke Yamakawa / Compositor: Takamune Negishi / Arreglista: Katsunori Ishida / Cantantes: Hironobu Kageyama
  - Episodios: 1-38

- Finales

1. " "You are a Transformer" (君はトランスフォーマー Kimi wa Toransufōmā?)
  - 3 de julio de 1987 - Marcha 25, 1988
  - Lyricist: Keisuke Yamakawa / Compositor: Takamune Negishi / Arranger: Katsunori Ishida / Cantantes: Hironobu Kageyama
  - Episodios: 1-35, 38

- Canciones de inserto

1. "Stand Up! Headmaster Anger" (立て！怒りのヘッドマスター Tate! Ikari no Heddomasutā?)
  - 22 de enero de 1988, 5 de febrero de 1988, 19 de febrero de 1988, 18 de marzo de 1988
  - Letrista: Shinobu Urakawa / Compositor: Takamune Negishi / Arreglista: Katsunori Ishida / Cantantes: Hironobu Kageyama
  - Episodios: 24, 26, 28, 32
2. ""Destron Hymn" (デストロン讃歌 Desutoron Sanka?)
  - 12 de febrero de 1988, 26 de febrero de 1988
  - Letrista: Keisuke Yamakawa / Compositor: Takamune Negishi / Arreglista: Katsunori Ishida / Cantantes: Hironobu Kageyama
  - Episodios: 27, 29
3. " "We are Headmasters" (僕等のヘッドマスター Bokura no Heddomasutā?)
  - Letrista: Keisuke Fujikawa / Compositor: Takamune Negishi / Arreglista: Katsunori Ishida / Cantantes: Korogi '73, Mori no Ki Jido Gassho-dan
  - Episodios: Ninguno
4. "TRANSFORM!"
  - Lyricist: Keisuke Yamakawa / Compositor: Takeshi Ike / Arranger: Katsunori Ishida / Cantantes: Hironobu Kageyama
  - Episodios: Ninguno
5. ""Coward Alliance" (臆病者同盟 Okubyōmono Dōmei?)
  - Letrista: Keisuke Yamakawa / Compositor: Takeshi Ike / Arreglista: Katsunori Ishida / Cantantes: Hironobu Kageyama
  - Episodios: Ninguno
6. ""Warrior Rest" (戦士の休息 Senshi no Kyūsoku?)
  - Letrista: Keisuke Fujikawa / Compositor: Takamune Negishi / Arreglista: Katsunori Ishida / Cantantes: Hironobu Kageyama
  - Episodios: Ninguno
7. ""The Universe Has no Borders" (宇宙には国境がない Uchū ni wa Kokkyō ga Nai?)
  - Letrista: Keisuke Fujikawa / Compositor: Takamune Negishi / Arreglista: Katsunori Ishida / Cantantes: Hironobu Kageyama
  - Episodios: Ninguno
8. ""The Rainbow That Spans the Universe" (宇宙に架ける虹 Uchū ni Kakeru Niji?)
  - Letrista: Keisuke Yamakawa / Compositor: Takeshi Ike / Arreglista: Katsunori Ishida / Cantantes: Hironobu Kageyama, Ikuko Noguchi
  - Episodios: Ninguno

## Episodios
| Temporada | Temporada | Nombre      | Episodios   | Japón              | Japón               | Singapur (Omni)     | Singapur (Omni)     | Latinoamérica (algunos países) | Latinoamérica (algunos países) |
| Temporada | Temporada | Nombre      | Episodios   | Estreno            | Final               | Estreno             | Final               | Estreno                        | Final                          |
| --------- | --------- | ----------- | ----------- | ------------------ | ------------------- | ------------------- | ------------------- | ------------------------------ | ------------------------------ |
|           | 1         | Temporada 1 | 35 + 3 (38) | 3 de julio de 1987 | 28 de marzo de 1988 | 12 de julio de 1992 | 14 de marzo de 1993 | 90s                            | 90s                            |

## Videojuego
Takara lanzó un videojuego basado en la serie en 1987 para el Family Computer Disk System (FDS). Se puede jugar en modo un jugador o multijugador, y utiliza un disquete.
En el juego, los jugadores controlan uno de los Autobot Headmaster a través de cuatro planetas: Tierra, Cybertron, Master y Jail luchando contra los Decepticons. A diferencia de su predecesor, Mystery of Convoy, los jugadores no pueden cambiar entre los modos robot y vehículo, ya que están predeterminados por nivel. Los jugadores tampoco pueden elegir qué Autobot jugar. Los jugadores deben recogerlos durante todo el juego, ya que serán trasladados en helicóptero y reemplazarán a ese Autobot cuando mueran. Debido a que Headmasters era para el FDS, el juego venía con una función de guardar juego similar a las encontradas en los primeros juegos de Zelda y Metroid.